# Liste von Sakralbauten in Igersheim
Die Liste von Sakralbauten in Igersheim nennt Kirchengebäude und sonstige Sakralbauten im Gemeindegebiet von Igersheim im Main-Tauber-Kreis in Baden-Württemberg.

## Sakralbauten in Igersheim

### Christentum
Die katholischen Sakralbauten im Gemeindegebiet von Igersheim gehören zur Seelsorgeeinheit 2 im Dekanat Mergentheim. Die evangelischen Sakralbauten im Gemeindegebiet von Igersheim sind der Kirchengemeinde Igersheim im Kirchenbezirk Weikersheim zugeordnet.

#### Kirchengebäude und Kapellen
| Name                    | Konfession  | Ort         | Bild | Koordinaten                 |
| ----------------------- | ----------- | ----------- | --- | --------------------------- |
| Evangelische Kirche     | ev.         | Igersheim   | Bild gesucht Die Wikipedia wünscht sich an dieser Stelle ein Bild vom hier behandelten Ort. Falls du dabei helfen möchtest, erklärt die Anleitung , wie das geht. BW | 49° 29′ 44″ N, 9° 48′ 53″ O |
| Friedhofskapelle        | ev. / r.-k. | Igersheim   | Bild gesucht Die Wikipedia wünscht sich an dieser Stelle ein Bild vom hier behandelten Ort. Falls du dabei helfen möchtest, erklärt die Anleitung , wie das geht. BW | 49° 29′ 45″ N, 9° 48′ 54″ O |
| Kapelle                 | r.-k.       | Neubronn    | | 49° 32′ 54″ N, 9° 49′ 40″ O |
| Rosenkranzkapelle       | r.-k.       | Reckerstal  | Bild gesucht Die Wikipedia wünscht sich an dieser Stelle ein Bild vom hier behandelten Ort. Falls du dabei helfen möchtest, erklärt die Anleitung , wie das geht. BW | 49° 32′ 8″ N, 9° 49′ 42″ O  |
| St. Aegidius            | r.-k.       | Harthausen  | | 49° 31′ 58″ N, 9° 50′ 55″ O |
| St. Antonius            | r.-k.       | Neuses      | Bild gesucht Die Wikipedia wünscht sich an dieser Stelle ein Bild vom hier behandelten Ort. Falls du dabei helfen möchtest, erklärt die Anleitung , wie das geht. BW | 49° 30′ 24″ N, 9° 51′ 7″ O  |
| St. Franziskus          | r.-k.       | Bernsfelden | Bild gesucht Die Wikipedia wünscht sich an dieser Stelle ein Bild vom hier behandelten Ort. Falls du dabei helfen möchtest, erklärt die Anleitung , wie das geht. BW | 49° 33′ 46″ N, 9° 53′ 37″ O |
| St. Martin und St. Veit | r.-k.       | Simmringen  | Bild gesucht Die Wikipedia wünscht sich an dieser Stelle ein Bild vom hier behandelten Ort. Falls du dabei helfen möchtest, erklärt die Anleitung , wie das geht. BW | 49° 34′ 47″ N, 9° 54′ 18″ O |
| St. Michael             | r.-k.       | Igersheim   | Bild gesucht Die Wikipedia wünscht sich an dieser Stelle ein Bild vom hier behandelten Ort. Falls du dabei helfen möchtest, erklärt die Anleitung , wie das geht. BW | 49° 29′ 39″ N, 9° 49′ 1″ O  |
| Wegkapelle              | r.-k.       | Igersheim   | Bild gesucht Die Wikipedia wünscht sich an dieser Stelle ein Bild vom hier behandelten Ort. Falls du dabei helfen möchtest, erklärt die Anleitung , wie das geht. BW | 49° 29′ 17″ N, 9° 48′ 50″ O |

#### Mariengrotte
Folgende Mariengrotte beziehungsweise Lourdesgrotte besteht im Gemeindegebiet von Igersheim:
| Name         | Konfession | Ort                                 | Bild | Koordinaten                |
| ------------ | ---------- | ----------------------------------- | --- | -------------------------- |
| Mariengrotte | r.-k.      | Neuses, bei der Kirche St. Antonius | Bild gesucht Die Wikipedia wünscht sich an dieser Stelle ein Bild vom hier behandelten Ort. Falls du dabei helfen möchtest, erklärt die Anleitung , wie das geht. BW | 49° 30′ 23″ N, 9° 51′ 7″ O |

#### Friedhöfe
Im Gemeindegebiet von Igersheim bestehen christliche Friedhöfe in den Ortsteilen Bernsfelden, Harthausen, Igersheim, Neuses und Simmringen:
| Name     | Ort         | Bild | Koordinaten                 |
| -------- | ----------- | --- | --------------------------- |
| Friedhof | Bernsfelden | Bild gesucht Die Wikipedia wünscht sich an dieser Stelle ein Bild vom hier behandelten Ort. Falls du dabei helfen möchtest, erklärt die Anleitung , wie das geht. BW | 49° 33′ 41″ N, 9° 53′ 33″ O |
| Friedhof | Harthausen  | | 49° 31′ 58″ N, 9° 50′ 57″ O |
| Friedhof | Igersheim   | Bild gesucht Die Wikipedia wünscht sich an dieser Stelle ein Bild vom hier behandelten Ort. Falls du dabei helfen möchtest, erklärt die Anleitung , wie das geht. BW | 49° 29′ 45″ N, 9° 48′ 56″ O |
| Friedhof | Neuses      | Bild gesucht Die Wikipedia wünscht sich an dieser Stelle ein Bild vom hier behandelten Ort. Falls du dabei helfen möchtest, erklärt die Anleitung , wie das geht. BW | 49° 30′ 23″ N, 9° 51′ 7″ O  |
| Friedhof | Simmringen  | Bild gesucht Die Wikipedia wünscht sich an dieser Stelle ein Bild vom hier behandelten Ort. Falls du dabei helfen möchtest, erklärt die Anleitung , wie das geht. BW | 49° 34′ 47″ N, 9° 54′ 19″ O |

### Judentum
Die folgenden jüdischen Sakralbauten des ehemaligen Bezirksrabbinats Mergentheim bestanden oder bestehen im Gemeindegebiet von Igersheim:
| Name     | Ort       | Bild | Koordinaten                 |
| -------- | --------- | ---- | --------------------------- |
| Synagoge | Igersheim |      | 49° 29′ 42″ N, 9° 48′ 58″ O |

### Islam
Im Gemeindegebiet von Igersheim besteht keine Moschee. Die Muslime besuchen gewöhnlich die nächstgelegene Moschee Lauda.